# 几内亚比绍总理
几内亚比绍总理（葡萄牙語：primeiros-ministros da Guiné-Bissau）是几内亚比绍共和国的政府首脑。几内亚比绍总理和政府成员均由总统任命。

## 历任几内亚比绍政府总理
| 序号                                 | 姓名                                                               | 在任时间                       | 备注               |
| ------------------------------------ | ------------------------------------------------------------------ | ------------------------------ | ------------------ |
| 1                                    | 弗朗西斯科·门德斯 （Francisco Mendes）                             | 1973年9月24日 -1978年7月7日    |                    |
| 2                                    | 康斯坦丁·泰谢拉 （Constantino Teixeira）                           | 1978年7月7日 -1978年9月28日    |                    |
| 3                                    | 诺奥·贝尔纳多·维埃拉 （João Bernardo Vieira）                      | 1978年9月28日 -1980年11月14日  |                    |
| 缺任（1980年-1982年）                |                                                                    |                                |                    |
| 4                                    | 维克多·萨迪·玛丽亚 （Victor Saúde Maria）                          | 1982年5月14日 -1984年3月10日   |                    |
| 取消设置总理职位（1984年-1991年）    |                                                                    |                                |                    |
| 5                                    | 卡洛斯·科雷亚 （Carlos Correia）                                   | 1991年12月27日 -1994年10月26日 | 第一次             |
| 6                                    | 曼努埃尔·塞特尼诺·达科斯塔 （Manuel Saturnino da Costa）           | 1994年10月26日 -1997年6月6日   |                    |
| 7                                    | 卡洛斯·科雷亚 （Carlos Correia）                                   | 1997年6月6日 -1998年12月3日    | 第二次             |
| 8                                    | 弗朗西斯科·法杜勒 （Francisco Fadul）                              | 1998年12月3日 -2000年2月19日   |                    |
| 9                                    | 卡埃塔诺·恩查马 （Caetano N'Tchama）                               | 2000年2月19日 -2001年3月19日   |                    |
| 10                                   | 福斯蒂诺·因巴利 （Faustino Imbali）                                | 2001年3月19日 -2001年12月9日   |                    |
| 11                                   | 阿拉马拉·尼亚塞 （Alamara Nhassé）                                 | 2001年12月9日 -2002年11月17日  |                    |
| 12                                   | 马里奥·皮雷斯 （Mário Pires）                                      | 2002年11月17日 -2003年9月14日  | 看守政府总理，总理 |
| 缺任（2003年9月14日-2003年9月28日）  |                                                                    |                                |                    |
| 13                                   | 阿图尔·萨尼亚 （Artur Sanhá）                                      | 2003年9月28日 -2004年5月10日   | 过渡政府总理       |
| 14                                   | 卡洛斯·戈麦斯 （Carlos Gomes）                                     | 2004年5月10日 -2005年11月2日   | 第一次             |
| 15                                   | 阿里斯蒂德斯·戈梅斯 （Aristides Gomes）                            | 2005年11月2日 -2007年4月13日   | 第一次             |
| 16                                   | 马蒂纽·恩达法·卡比 （Martinho Ndafa Kabi）                         | 2007年4月13日 -2008年8月5日    |                    |
| 17                                   | 卡洛斯·科雷亚 （Carlos Correia）                                   | 2008年8月5日 -2009年1月2日     | 第三次             |
| 18                                   | 卡洛斯·戈麦斯 （Carlos Gomes）                                     | 2009年1月2日 -2012年2月10日    | 第二次             |
| 19                                   | 阿迪亚托·贾洛·南迪格纳 （Adiato Djaló Nandigna）                   | 2012年2月10日 -2012年4月12日   | 代理总理           |
| 缺任（2012年4月12日-2012年5月16日）  |                                                                    |                                |                    |
| 20                                   | 鲁伊·杜阿尔特·德·巴罗斯 （Rui Duarte de Barros）                   | 2012年5月16日 -2014年7月3日    | 过渡政府总理       |
| 21                                   | 多明戈斯·西蒙斯·佩雷拉 （Domingos Simões Pereira）                 | 2014年7月3日 -2015年8月12日    |                    |
| 缺任（2015年8月12日-2015年8月20日）  |                                                                    |                                |                    |
| 22                                   | 巴希羅·賈 （Baciro Djá）                                           | 2015年8月20日 -2015年9月9日    |                    |
| 缺任（2015年9月9日-2015年9月17日）   |                                                                    |                                |                    |
| 23                                   | 卡洛斯·科雷亚 （Carlos Correia）                                   | 2015年9月17日 -2016年5月12日   | 第四次             |
| 缺任（2016年5月12日-2016年5月27日）  |                                                                    |                                |                    |
| 24                                   | 巴希羅·賈 （Baciro Djá）                                           | 2016年5月27日 -2016年11月9日   | 第二次             |
| 缺任（2016年11月9日-2016年11月19日） |                                                                    |                                |                    |
| 25                                   | 烏馬羅·西索科·恩巴洛 （Umaro Sissoco Embalo）                      | 2016年11月19日 －2018年1月30日 | [ 1 ]              |
| 26                                   | 奧古斯托·安東尼奧·阿圖爾·席爾瓦 （Augusto Antonio Artur Da Silva） | 2018年1月30日 －2018年4月16日  | [ 2 ]              |
| 27                                   | 阿里斯蒂德斯·戈梅斯 （Aristides Gomes）                            | 2018年4月16日 －2019年7月3日   | 第二次             |
| 28                                   | 多明戈斯·西蒙斯·佩雷拉 （Domingos Simões Pereira）                 | 2019年7月3日 －2019年7月27日   | 第二次             |
| 29                                   | 阿里斯蒂德斯·戈梅斯 （Aristides Gomes）                            | 2019年7月27日 －2019年10月31日 | 第三次             |
| 30                                   | 福斯蒂诺·因巴利 （Faustino Imbali）                                | 2019年10月31日 -2019年11月8日  | 第二次             |
| 31                                   | 阿里斯蒂德斯·戈梅斯 （Aristides Gomes）                            | 2019年11月8日 －2020年2月29日  | 第四次             |
| 32                                   | 努诺·戈梅斯·纳比亚姆 （Nuno Gomes Nabiam）                         | 2020年2月29日 －2023年8月8日   |                    |
| 33                                   | 杰拉尔多·马丁斯 (Geraldo Martins）                                 | 2023年8月8日 －2023年8月8日    |                    |